# Савезне Државе Микронезије на Олимпијским играма
Микронезија се први пут појавила на Олимпијским играма 2000. године, у Сиднеју. Од тада је учествовала на свим Летњим олимпијским играма до данас.
Представници Микронезије никада нису учествовали на Зимским олимпијским играма. Микронезија припада групи земаља које нису освајале олимпијске медаље.
Најстарији учесник је био маратонац Елијас Родругез са (36 година и 40 дана(, а најмлађи пливачица Трејси Ен Рут са 15 година и 206 дана.
Олимпијски комитет Микронезије формиран је и примљен у МОК 1995. године.

## Медаље

### Учешће и освојене медаље на ЛОИ
| Учешће и освојене медаље Омана на ЛОИ |                     |        |      |      |        |       |        |        |        |         |
| ЛОИ                                   | Носилац заставе     | Учешће | Муш. | Жене | спорт. | Злато | Сребро | Бронза | Укупно | Пласман |
| 2000. Сиднеј                          | Мануел Мингинфел    | 5      | 3    | 2    | 3      | 0     | 0      | 0      | 0      | -       |
| 2004. Атина                           | Мануел Мингинфел    | 5      | 3    | 2    | 3      | 0     | 0      | 0      | 0      | -       |
| 2008. Пекинг                          | Мануел Мингинфел    | 5      | 3    | 2    | 3      | 0     | 0      | 0      | 0      | -       |
| 2012. Лондон                          | Мануел Мингинфел    | 6      | 4    | 2    | 4      | 0     | 0      | 0      | 0      | -       |
| 2016. Рио де Жанеиро                  | Џенифер Ченг        | 5      | 2    | 3    | 3      | 0     | 0      | 0      | 0      | −       |
| 2020. Токио                           |                     | 3      | 2    | 1    |        | 0     | 0      | 0      | 0      | –       |
| 2024. Париз                           |                     | 3      | 2    | 1    |        | 0     | 0      | 0      | 0      | –       |
| 2028. Лос Анђелес                     | предстојећи догађај |        |      |      |        |       |        |        |        |         |
| 2032. Бризбејн                        | предстојећи догађај |        |      |      |        |       |        |        |        |         |
| Укупно (4)                            |                     | 26     | 15   | 11   |        | 0     | 0      | 0      | 0      |         |

### Преглед учешћа спортиста Омана по спортовима на ЛОИ
Стање после ЛОИ 2012.
| Спорт         | Период | Период   | Укупно | Мушки | Жене |   |   |   |   |
| Спорт         | Прво   | Последње | Укупно | Мушки | Жене |   |   |   |   |
| ------------- | ------ | -------- | ------ | ----- | ---- | - | - | - | - |
| Атлетика      | 2000   | 2012     | 21     | 7     | 3    | 4 | 0 | 0 | 0 |
| дизање тегова | 2000.  | 2012.    | 1      | 1     | 0    | 0 | 0 | 0 | 0 |
| Рвање         | 2012.  | 2012.    | 1      | 1     | 0    | 0 | 0 | 0 | 0 |
| Пливање       | 2000.  | 2008.    | 5      | 3     | 2    | 0 | 0 | 0 | 0 |
| Укупно (4)    |        |          | 14     | 8     | 6    | 0 | 0 | 0 | 0 |

Разлика у горње две табеле од 7 учесника настала је у овој табели јер је сваки спотиста без обзира колико је пута учествовао на играма и у колико разних спортова на истим играма рачунат само једном.

## Занимљивости
- Најмлађи учесник: Khalid Al-Kulaibi, 15 година и 206 дана Сиднеј 2000. пливање
- Најстарији учесник: Елијас Родругез, 36 година и 40 дана Сиднеј 2008. атлетика
- Највише учешћа: 4 Мануел Мингинфел (2000, 20004, 2008, 2012)
- Највише медаља: -
- Прва медаља: -
- Прво злато: -
- Најбољи пласман на ЛОИ: -
- Најбољи пласман на ЗОИ: -